# Jowita Przystał
Jowita Maria Przystał (Cracovia, Pequeña Polonia, 22 de agosto de 1994) es una bailarina de salón y coreógrafa polaca más conocida por ser una de las bailarinas profesionales en el programa de baile Strictly Come Dancing de la BBC. En 2020 ganó la segunda temporada de The Greatest Dancer junto a su pareja de baile Michael Danilczuk.

## Primeros años
Przystał nació el 22 de agosto de 1994 en Cracovia, Pequeña Polonia y empezó a bailar a los doce años.

## Carrera

### Principios de carrera
Przystał y su pareja Michael Danilczuk han representado a Polonia en competiciones nacionales e internacionales. En 2014 se proclamaron campeones del Abierto Latino de Polonia. También han bailado con Burn the Floor y en producciones musicales de Broadway como Legally Blonde, Priscilla, reina del desierto y La era del rock. Se trasladaron a Londres en 2019 para seguir sus carreras en el Reino Unido. En 2020, aparecieron en The Greatest Dancer, logrando ser coronados como los ganadores de la segunda temporada. El premio fjue un monto de 50.000 libras esterlinas y la oportunidad de bailar en la siguiente temporada de Strictly Come Dancing de la BBC One. Aparecieron en la sexta semana de la decimoctava temporada, en noviembre de 2020, como bailarines invitados durante un interludio musical.

### Strictly Come Dancing
En julio de 2021, luego de ser una bailarina invitada en la decimoctava temporada, Przystał ingresó como bailarina de refuerzo en la decimonovena temporada de Strictly Come Dancing, no siendo emparejado a una celebridad pero participando en los bailes grupales. Al siguiente año fue promovida a bailarina profesional para la vigésima temporada y tuvo como primera pareja al presentador y camarógrafo Hamza Yassin, logrando ambos proclamarse como los campeones del concurso y convirtiendo a Przystał en la primera mujer bailarina profesional, y la quinta en general, en ganar en su primera temporada en el programa. Para la vigesimoprimera temporada fue emparejada con el ciclista y nadador paralímpico Jody Cundy, siendo la tercera pareja eliminada y quedando en el decimotercer puesto. Formó pareja en la vigesimosegunda temporada con la estrella de The Only Way Is Essex, Pete Wicks, ubicándose en el quinto puesto al ser eliminados en la semifinal de la competencia.
Przystał también formó parte de varios especiales del programa. Entre sus participaciones estuvieron los especiales de Navidad de 2021 con el presentador Adrian Chiles y de 2023 con el rugbista Danny Cipriani.
| Temporada | Pareja       | Puesto | Promedio |
| --------- | ------------ | ------ | -------- |
| 20        | Hamza Yassin | 1.º    | 35.38    |
| 21        | Jody Cundy   | 13.º   | 19.00    |
| 22        | Pete Wicks   | 5.º    | 27.08    |

- Temporada 20 con Hamza Yassin

| Semana         | Baile / Canción                                           | Puntajes de los jueces | Puntajes de los jueces | Puntajes de los jueces | Puntajes de los jueces | Resultado       |
| Semana         | Baile / Canción                                           | C. R.                  | M. M.                  | S. B.                  | A. D.                  | Resultado       |
| -------------- | --------------------------------------------------------- | ---------------------- | ---------------------- | ---------------------- | ---------------------- | --------------- |
| 1              | Foxtrot / «Islands in the Stream»                         | 8                      | 9                      | 9                      | 8                      | Sin eliminación |
| 2              | Jive / «Blinding Lights»                                  | 4                      | 7                      | 6                      | 7                      | Salvados        |
| 3              | Rumba / «Welcome to Jurassic Park»                        | 5                      | 7                      | 6                      | 7                      | Salvados        |
| 4              | Salsa / «Ecuador»                                         | 9                      | 10                     | 10                     | 10                     | Salvados        |
| 5              | Quickstep / «On Top of the World»                         | 8                      | 9                      | 9                      | 9                      | Salvados        |
| 6              | Tango / «Wicked Game»                                     | 8                      | 9                      | 8                      | 8                      | Salvados        |
| 7              | Chachachá / «I Can't Help Myself (Sugar Pie Honey Bunch)» | 8                      | 10                     | 10                     | 10                     | Salvados        |
| 8              | Urbano / «Jerusalema»                                     | 8                      | 10                     | 10                     | 10                     | Salvados        |
| 9              | American smooth / «New York, New York»                    | 9                      | 9                      | 10                     | 10                     | Salvados        |
| 10             | Tango argentino / «Libertango»                            | 8                      | 10                     | 10                     | 9                      | Salvados        |
| 11             | Samba / «They Live In You»                                | 9                      | 9                      | 9                      | 9                      | Salvados        |
| 12 (Semifinal) | Charlestón / «Pencil Full of Lead»                        | 9                      | 10                     | 10                     | 10                     | Salvados        |
| 12 (Semifinal) | Vals / «What the World Needs Now Is Love»                 | 9                      | 10                     | 9                      | 9                      | Salvados        |
| 13 (Final)     | Salsa / «Ecuador»                                         | 9                      | 10                     | 10                     | 10                     | Ganadores       |
| 13 (Final)     | Showdance / «Let's Face the Music and Dance»              | 8                      | 9                      | 8                      | 9                      | Ganadores       |
| 13 (Final)     | Urbano / «Jerusalema»                                     | 10                     | 10                     | 10                     | 10                     | Ganadores       |

- Temporada 21 con Jody Cundy

| Semana | Baile / Canción                               | Puntajes de los jueces | Puntajes de los jueces | Puntajes de los jueces | Puntajes de los jueces | Resultado       |
| Semana | Baile / Canción                               | C. R.                  | M. M.                  | S. B.                  | A. D.                  | Resultado       |
| ------ | --------------------------------------------- | ---------------------- | ---------------------- | ---------------------- | ---------------------- | --------------- |
| 1      | Quickstep / «I'm Sitting on Top of the World» | 5                      | 5                      | 6                      | 5                      | Sin eliminación |
| 2      | Pasodoble / «Thunderstruck»                   | 3                      | 4                      | 4                      | 5                      | Salvados        |
| 3      | American smooth / «Married Life»              | 4                      | 5                      | 5                      | 6                      | Salvados        |
| 4      | Salsa / «Samba de Janeiro»                    | 3                      | 5                      | 5                      | 6                      | Eliminados      |

- Temporada 22 con Pete Wicks

| Semana         | Baile / Canción                                       | Puntajes de los jueces | Puntajes de los jueces | Puntajes de los jueces | Puntajes de los jueces | Resultado       |
| Semana         | Baile / Canción                                       | C. R.                  | M. M.                  | S. B.                  | A. D.                  | Resultado       |
| -------------- | ----------------------------------------------------- | ---------------------- | ---------------------- | ---------------------- | ---------------------- | --------------- |
| 1              | Pasodoble / «Breathe»                                 | 4                      | 5                      | 3                      | 5                      | Sin eliminación |
| 2              | American smooth / «I Had Some Help»                   | 4                      | 6                      | 6                      | 6                      | Salvados        |
| 3              | Samba / «George of the Jungle»                        | 6                      | 6                      | 7                      | 7                      | Salvados        |
| 4              | Quickstep / «Town Called Malice»                      | 7                      | 7                      | 8                      | 7                      | Salvados        |
| 5              | Rumba / «Don't Look Back in Anger»                    | 4                      | 5                      | 6                      | 7                      | Salvados        |
| 6              | Vals vienés / «That's Life»                           | 7                      | 8                      | 8                      | 8                      | Salvados        |
| 7              | Salsa / «Another One Bites the Dust»                  | 4                      | 6                      | 6                      | 6                      | Salvados        |
| 8              | Contemporáneo / «The Best»                            | 8                      | 9                      | 10                     | 9                      | Salvados        |
| 9              | Chachachá / «I'm Too Sexy»                            | 4                      | 7                      | 8                      | 8                      | Salvados        |
| 10             | Tango / «Easy Lover»                                  | 6                      | 7                      | 8                      | 8                      | Salvados        |
| 10             | Maratón de Samba / «Samba» & «La vida es un carnaval» | 3 puntos extra         | 3 puntos extra         | 3 puntos extra         | 3 puntos extra         | Salvados        |
| 11             | Vals / «Somewhere»                                    | 5                      | 7                      | 7                      | 7                      | Salvados        |
| 12 (Semifinal) | Foxtrot / «Beyond the Sea»                            | 7                      | 8                      | 9                      | 8                      | Eliminados      |
| 12 (Semifinal) | Tango argentino / «Bitter Sweet Symphony»             | 7                      | 8                      | 9                      | 9                      | Eliminados      |

### Otros trabajos
En septiembre de 2024, Przystal anunció que aparecería con Nikita Kuzmin en Dancing With The Stars Weekends de 2025.

## Vida personal
Przystał tuvo una relación con su pareja de baile Michael Danilczuk, después se conocerse en un campamento de baile de verano en Polonia en 2013. Se separaron en 2023.